# Saint-Benoît-la-Forêt
Saint-Benoît-la-Forêt è un comune francese di 873 abitanti situato nel dipartimento dell'Indre e Loira nella regione del Centro-Valle della Loira.

## Società

### Evoluzione demografica
Abitanti censiti